# Ankarspel
Ankarspel är den vinsch eller trumma som används för att fälla eller lätta ankare med, drivs med hydraul- eller elmotor. Äldre fartyg var utrustade med ett gångspel, en stående trumma som drevs runt med bommar av flera personer samtidigt. 

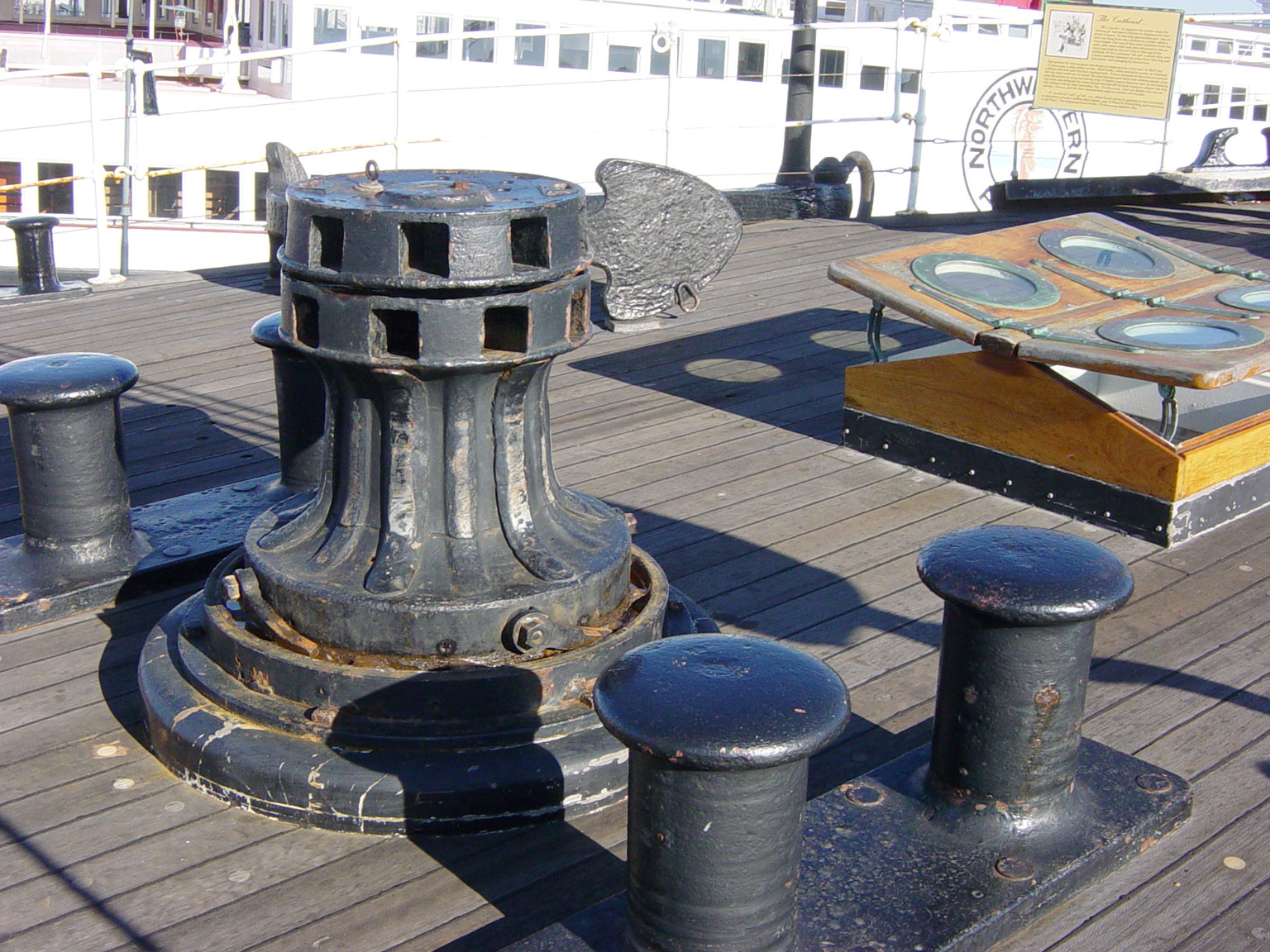
Gångspel, eller kapståndare. Drivs runt med stänger som sticks in i hålen upptill.

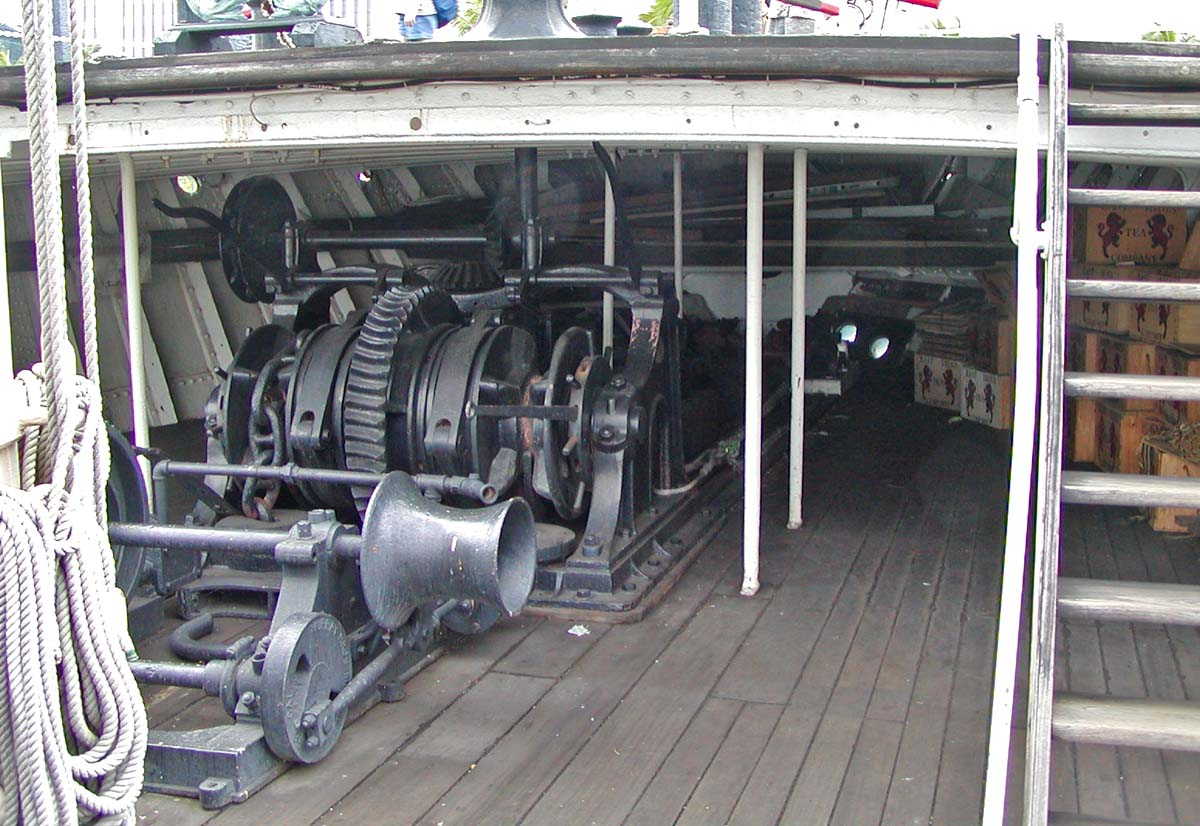
Ankarspel. Stången i mitten går upp till ett gångspel på övre däck, som reserv

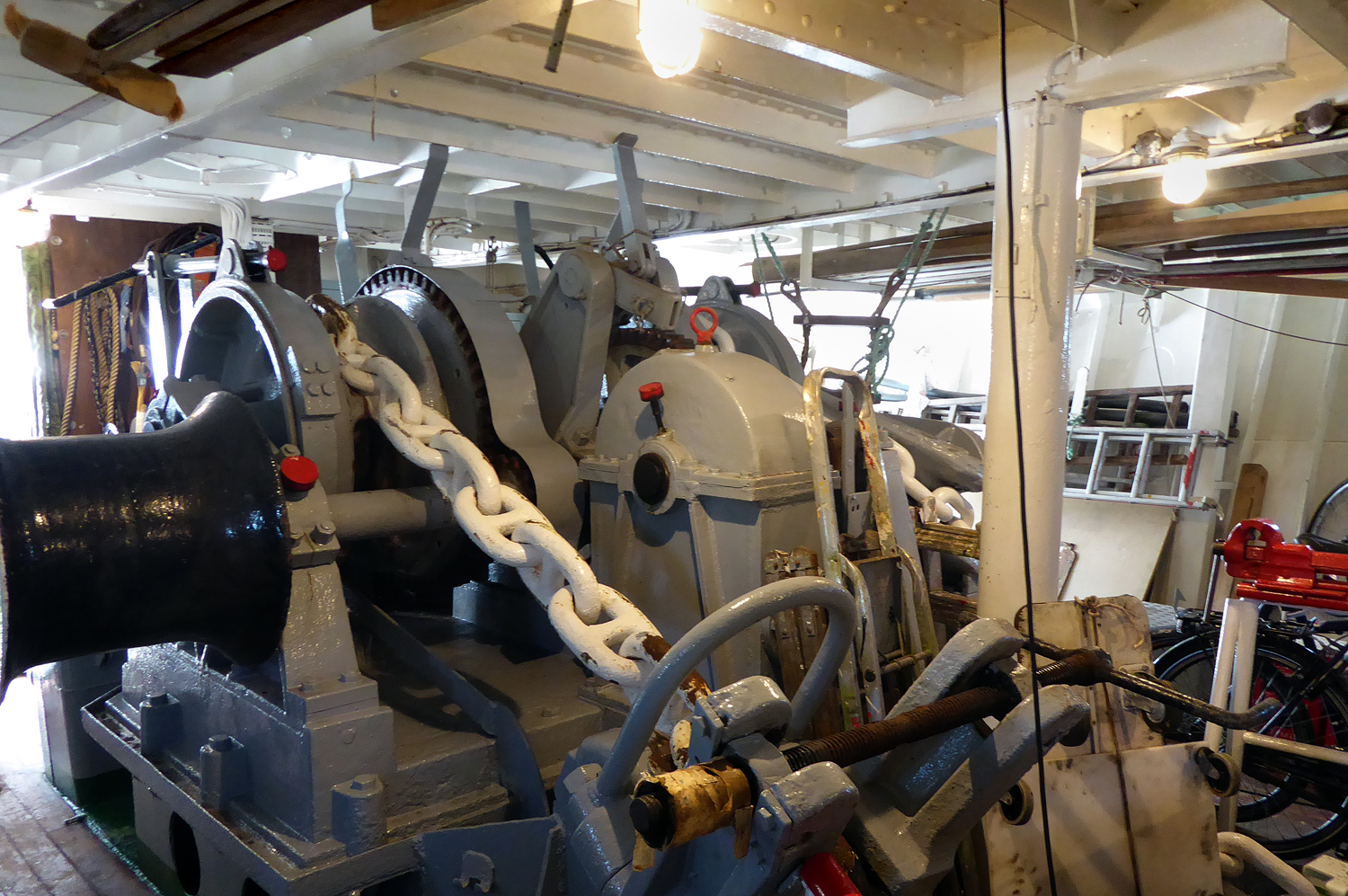
Ankarspelet på Fyrskeppet Elbe 1.

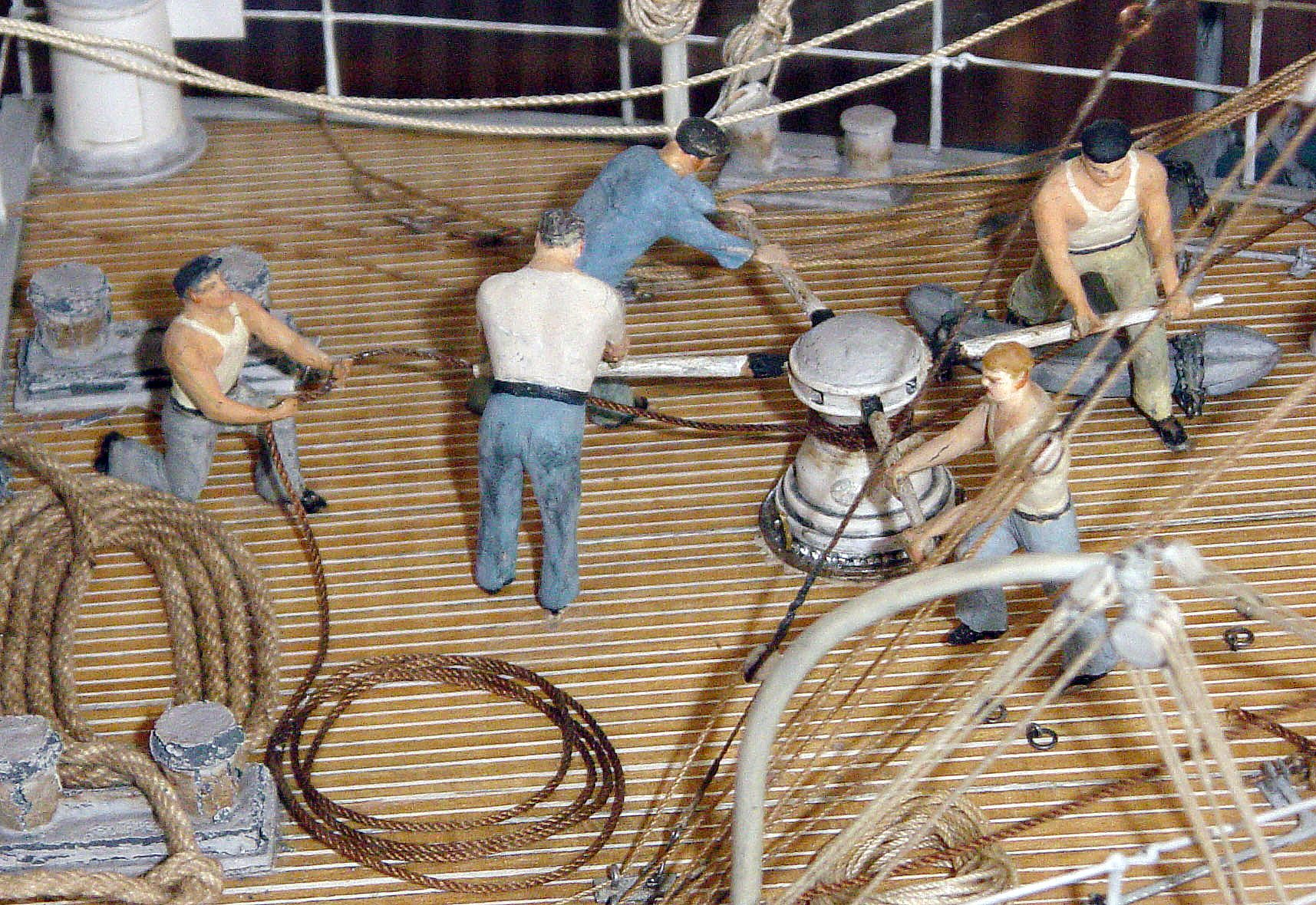
En modell hur en kapstanvinsch handhas ombord. Sjömännen för stången framför sig i en ring runt omkring vinschen.

- Wikimedia Commons har media som rör Anchor windlass.